# Selección femenina de fútbol de Gales
La selección femenina de fútbol de Gales representa a Gales en las competiciones internacionales de fútbol femenino. Está afiliada a la UEFA y a la FIFA.
Hasta el momento no ha logrado clasificarse para disputar la Copa Mundial Femenina de Fútbol, ni tampoco los juegos olímpicos.

## Resultados

### Eurocopa
| Campeonato de Europa Femenino |                 |                 |                 |                 |                 |                 |                 |                 |
| Año                           | Ronda           | Posición        | PJ              | PG              | PE              | PP              | GF              | GC              |
| Italia 1969                   | No participó    | No participó    | No participó    | No participó    | No participó    | No participó    | No participó    | No participó    |
| Italia 1979                   | Fase de grupos  | 11.º            | 2               | 0               | 0               | 2               | 0               | 5               |
| Sin sede 1984                 | No participó    | No participó    | No participó    | No participó    | No participó    | No participó    | No participó    | No participó    |
| Noruega 1987                  | No participó    | No participó    | No participó    | No participó    | No participó    | No participó    | No participó    | No participó    |
| Alemania Federal 1989         | No participó    | No participó    | No participó    | No participó    | No participó    | No participó    | No participó    | No participó    |
| Total                         | 1/5             | 11.º            | 2               | 0               | 0               | 2               | 0               | 5               |
| Eurocopa Femenina de la UEFA  |                 |                 |                 |                 |                 |                 |                 |                 |
| Dinamarca 1991                | No participó    | No participó    | No participó    | No participó    | No participó    | No participó    | No participó    | No participó    |
| Italia 1993                   | No participó    | No participó    | No participó    | No participó    | No participó    | No participó    | No participó    | No participó    |
| Alemania 1995                 | No se clasificó | No se clasificó | No se clasificó | No se clasificó | No se clasificó | No se clasificó | No se clasificó | No se clasificó |
| Noruega y Suecia 1997         | No se clasificó | No se clasificó | No se clasificó | No se clasificó | No se clasificó | No se clasificó | No se clasificó | No se clasificó |
| Alemania 2001                 | No se clasificó | No se clasificó | No se clasificó | No se clasificó | No se clasificó | No se clasificó | No se clasificó | No se clasificó |
| Inglaterra 2005               | No se clasificó | No se clasificó | No se clasificó | No se clasificó | No se clasificó | No se clasificó | No se clasificó | No se clasificó |
| Finlandia 2009                | No se clasificó | No se clasificó | No se clasificó | No se clasificó | No se clasificó | No se clasificó | No se clasificó | No se clasificó |
| Suecia 2013                   | No se clasificó | No se clasificó | No se clasificó | No se clasificó | No se clasificó | No se clasificó | No se clasificó | No se clasificó |
| Países Bajos 2017             | No se clasificó | No se clasificó | No se clasificó | No se clasificó | No se clasificó | No se clasificó | No se clasificó | No se clasificó |
| Inglaterra 2021               | No se clasificó | No se clasificó | No se clasificó | No se clasificó | No se clasificó | No se clasificó | No se clasificó | No se clasificó |
| Suiza 2025                    | Fase de grupos  | -               | 3               | 0               | 0               | 3               | 2               | 13              |
| Total                         | 1/11            | -               | 3               | 0               | 0               | 3               | 2               | 13              |
| Total global                  | 0/16            | -               | -               | -               | -               | -               | -               | -               |

### Mundial
| Mundial Femenino,                      |                 |                 |                 |                 |                 |                 |                 |                 |
| Año                                    | Ronda           | Posición        | PJ              | PG              | PE              | PP              | GF              | GC              |
| Italia 1970                            | No participó    | No participó    | No participó    | No participó    | No participó    | No participó    | No participó    | No participó    |
| México 1971                            | No participó    | No participó    | No participó    | No participó    | No participó    | No participó    | No participó    | No participó    |
| España 1972                            | No participó    | No participó    | No participó    | No participó    | No participó    | No participó    | No participó    | No participó    |
| Total                                  | 0/3             | -               | -               | -               | -               | -               | -               | -               |
| Mundialito Femenino                    |                 |                 |                 |                 |                 |                 |                 |                 |
| Taiwán 1981                            | No participó    | No participó    | No participó    | No participó    | No participó    | No participó    | No participó    | No participó    |
| Italia 1982                            | No participó    | No participó    | No participó    | No participó    | No participó    | No participó    | No participó    | No participó    |
| Italia 1984                            | No participó    | No participó    | No participó    | No participó    | No participó    | No participó    | No participó    | No participó    |
| Italia 1985                            | No participó    | No participó    | No participó    | No participó    | No participó    | No participó    | No participó    | No participó    |
| Italia 1986                            | No participó    | No participó    | No participó    | No participó    | No participó    | No participó    | No participó    | No participó    |
| Italia 1988                            | No participó    | No participó    | No participó    | No participó    | No participó    | No participó    | No participó    | No participó    |
| Total                                  | 0/6             | -               | -               | -               | -               | -               | -               | -               |
| Torneo Invitación Femenino de la FIFA, |                 |                 |                 |                 |                 |                 |                 |                 |
| Taiwán 1987                            | No participó    | No participó    | No participó    | No participó    | No participó    | No participó    | No participó    | No participó    |
| China 1988                             | No participó    | No participó    | No participó    | No participó    | No participó    | No participó    | No participó    | No participó    |
| Total                                  | 0/2             | -               | -               | -               | -               | -               | -               | -               |
| Mundial Femenino de la FIFA            |                 |                 |                 |                 |                 |                 |                 |                 |
| China 1991                             | No participó    | No participó    | No participó    | No participó    | No participó    | No participó    | No participó    | No participó    |
| Suecia 1995                            | No participó    | No participó    | No participó    | No participó    | No participó    | No participó    | No participó    | No participó    |
| Estados Unidos 1999                    | No se clasificó | No se clasificó | No se clasificó | No se clasificó | No se clasificó | No se clasificó | No se clasificó | No se clasificó |
| Estados Unidos 2003                    | No se clasificó | No se clasificó | No se clasificó | No se clasificó | No se clasificó | No se clasificó | No se clasificó | No se clasificó |
| China 2007                             | No se clasificó | No se clasificó | No se clasificó | No se clasificó | No se clasificó | No se clasificó | No se clasificó | No se clasificó |
| Alemania 2011                          | No se clasificó | No se clasificó | No se clasificó | No se clasificó | No se clasificó | No se clasificó | No se clasificó | No se clasificó |
| Canadá 2015                            | No se clasificó | No se clasificó | No se clasificó | No se clasificó | No se clasificó | No se clasificó | No se clasificó | No se clasificó |
| Francia 2019                           | No se clasificó | No se clasificó | No se clasificó | No se clasificó | No se clasificó | No se clasificó | No se clasificó | No se clasificó |
| Australia y Nueva Zelanda 2023         | No se clasificó | No se clasificó | No se clasificó | No se clasificó | No se clasificó | No se clasificó | No se clasificó | No se clasificó |
| Total                                  | 0/9             | -               | -               | -               | -               | -               | -               | -               |
| Total global                           | 0/20            | -               | -               | -               | -               | -               | -               | -               |

## Jugadoras

### Última convocatoria
Jugadoras convocadas para la Eurocopa Femenina 2025.
Apariciones y goles actualizados al 4 de junio de 2025
| No. | Pos. | Jugadora              | Fecha de nacimiento (edad)         | Apa. | Goles | Club              |
| --- | ---- | --------------------- | ---------------------------------- | ---- | ----- | ----------------- |
| 1   | POR  | Olivia Clark          | 30 de agosto de 2001 (23 años)     | 30   | 0     | Leicester City    |
| 12  | POR  | Poppy Soper           | 4 de mayo de 2002 (23 años)        | 0    | 0     | Blackburn Rovers  |
| 21  | POR  | Safia Middleton-Patel | 21 de septiembre de 2004 (20 años) | 4    | 0     | Manchester United |
|     |      |                       |                                    |      |       |                   |
| 2   | DEF  | Lily Woodham          | 3 de septiembre de 2000 (24 años)  | 39   | 3     | Crystal Palace    |
| 3   | DEF  | Gemma Evans           | 1 de agosto de 1996 (28 años)      | 77   | 1     | Liverpool         |
| 5   | DEF  | Rhiannon Roberts      | 30 de agosto de 1990 (34 años)     | 79   | 2     | Real Betis        |
| 6   | DEF  | Josie Green           | 25 de abril de 1993 (32 años)      | 39   | 0     | Crystal Palace    |
| 14  | DEF  | Hayley Ladd           | 6 de octubre de 1993 (31 años)     | 105  | 3     | Everton           |
| 16  | DEF  | Charlie Estcourt      | 27 de mayo de 1998 (27 años)       | 48   | 3     | DC Power          |
| 18  | DEF  | Esther Morgan         | 28 de agosto de 2002 (22 años)     | 11   | 0     | Sheffield United  |
| 19  | DEF  | Ella Powell           | 1 de febrero de 2000 (25 años)     | 14   | 0     | Bristol City      |
|     |      |                       |                                    |      |       |                   |
| 4   | MED  | Sophie Ingle          | 2 de septiembre de 1991 (33 años)  | 141  | 6     | Chelsea           |
| 7   | MED  | Ceri Holland          | 12 de diciembre de 1997 (27 años)  | 43   | 7     | Liverpool         |
| 8   | MED  | Angharad James        | 1 de junio de 1994 (31 años)       | 132  | 6     | Seattle Reign     |
| 10  | MED  | Jess Fishlock         | 14 de enero de 1987 (38 años)      | 162  | 47    | Seattle Reign     |
| 13  | MED  | Rachel Rowe           | 13 de septiembre de 1992 (32 años) | 76   | 8     | Southampton       |
| 17  | MED  | Lois Joel             | 2 de junio de 1999 (26 años)       | 9    | 0     | Newcastle United  |
| 22  | MED  | Alice Griffiths       | 22 de enero de 2001 (24 años)      | 16   | 0     | Durham            |
|     |      |                       |                                    |      |       |                   |
| 9   | DEL  | Kayleigh Barton       | 22 de marzo de 1998 (27 años)      | 86   | 22    | Charlton Athletic |
| 11  | DEL  | Hannah Cain           | 11 de enero de 1999 (26 años)      | 16   | 3     | Leicester City    |
| 15  | DEL  | Elise Hughes          | 15 de abril de 2001 (24 años)      | 31   | 3     | Crystal Palace    |
| 20  | DEL  | Carrie Jones          | 4 de septiembre de 2003 (21 años)  | 37   | 3     | Norrköping        |
| 23  | DEL  | Ffion Morgan          | 11 de mayo de 2000 (25 años)       | 43   | 2     | Bristol City      |